# Syam
Syam [sjam] est une commune française située dans le département du Jura, dans la région culturelle et historique de Franche-Comté et la région administrative Bourgogne-Franche-Comté.
Elle fait partie de la Communauté de communes Champagnole Porte du Haut-Jura.

## Géographie
Situé au sud de Champagnole, Syam est dans un site préservé.
Ce village est arrosé par trois rivières : la Saine rejointe par la Lemme se jette dans l'Ain aux "Forges". C'était autrefois le paradis des pêcheurs à la mouche à partir du mois de mai. Ceux-ci venaient en grand nombre pêcher les ombres qui aujourd'hui ont disparu du fait de la pollution. L'hôtel des Roches (lui aussi disparu) accueillait ces pêcheurs ainsi que leur famille.

### Climat
Pour des articles plus généraux, voir Climat de la Bourgogne-Franche-Comté et Climat du département du Jura.
En 2010, le climat de la commune est de type climat de montagne, selon une étude du Centre national de la recherche scientifique s'appuyant sur une série de données couvrant la période 1971-2000. En 2020, Météo-France publie une typologie des climats de la France métropolitaine dans laquelle la commune est exposée à un climat de montagne ou de marges de montagne et est dans la région climatique  Jura, caractérisée par une forte pluviométrie en toutes saisons (1 000 à 1 500 mm/an), des hivers rigoureux et un ensoleillement médiocre. 
Pour la période 1971-2000, la température annuelle moyenne est de 9,1 °C, avec une amplitude thermique annuelle de 16,7 °C. Le cumul annuel moyen de précipitations est de 1 615 mm, avec 13,2 jours de précipitations en janvier et 10,2 jours en juillet. Pour la période 1991-2020, la température moyenne annuelle observée sur la station météorologique de Météo-France la plus proche, « Champagnole », sur la commune de Champagnole à 6 km à vol d'oiseau, est de 9,4 °C et le cumul annuel moyen de précipitations est de 1 573,2 mm. 
La température maximale relevée sur cette station est de 37,5 °C, atteinte le 24 juillet 2019 ; la température minimale est de −23,5 °C, atteinte le 24 décembre 2001,,. 
Les paramètres climatiques de la commune ont été estimés pour le milieu du siècle (2041-2070) selon différents scénarios d'émission de gaz à effet de serre à partir des nouvelles projections climatiques de référence DRIAS-2020. Ils sont consultables sur un site dédié publié par Météo-France en novembre 2022.

## Urbanisme

### Typologie
Au 1er janvier 2024, Syam est catégorisée commune rurale à habitat dispersé, selon la nouvelle grille communale de densité à sept niveaux définie par l'Insee en 2022.
Elle est située hors unité urbaine. Par ailleurs la commune fait partie de l'aire d'attraction de Champagnole, dont elle est une commune de la couronne,. Cette aire, qui regroupe 43 communes, est catégorisée dans les aires de moins de 50 000 habitants,.

### Occupation des sols
L'occupation des sols de la commune, telle qu'elle ressort de la base de données européenne d’occupation biophysique des sols Corine Land Cover (CLC), est marquée par l'importance des forêts et milieux semi-naturels (66,8 % en 2018), une proportion identique à celle de 1990 (66,8 %). La répartition détaillée en 2018 est la suivante : 
forêts (66,8 %), zones agricoles hétérogènes (19,1 %), prairies (14,1 %). L'évolution de l’occupation des sols de la commune et de ses infrastructures peut être observée sur les différentes représentations cartographiques du territoire : la carte de Cassini (XVIIIe siècle), la carte d'état-major (1820-1866) et les cartes ou photos aériennes de l'IGN pour la période actuelle (1950 à aujourd'hui).

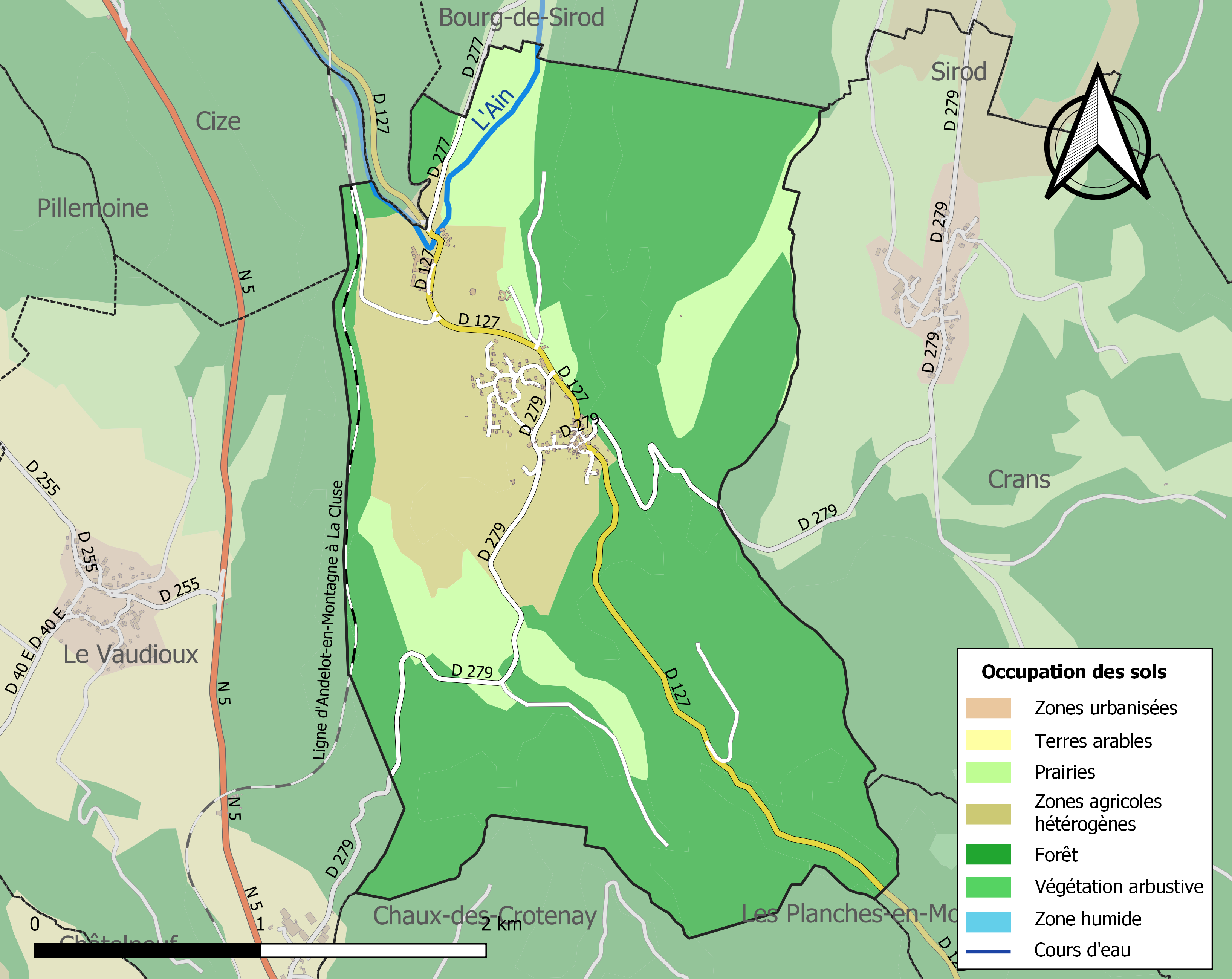
Carte des infrastructures et de l'occupation des sols de la commune en 2018 (CLC).

## Histoire
Lieu de passage important entre Champagnole et Morez, c'était autrefois un village de bûcherons (charbon de bois) et un lieu d'hébergement l'hiver pour les voyageurs en route vers la Suisse et bloqués par la neige dans la côte de Saint Laurent.
Par la suite, il est devenu un village agricole : de 12 exploitations dans les années 1930 il n'en reste qu'une. Une grande partie des terres est exploitée par des agriculteurs des villages limitrophes.
La carrière de sable « Roussillon » a arrêté son exploitation en 2008 après plus de 60 ans d'activité. L'usine « Les Forges de Syam », qui employait environ 40 personnes et était réputée pour son savoir-faire exceptionnel, a également fermé ses portes en 2009.

L'archiviste et archéologue André Berthier a proposé, en 1962, après une recherche par « portrait robot », de situer le lieu de la bataille d'Alésia sur les communes de Chaux-des-Crotenay, Syam et Crans.

## Politique et administration
| Période      | Période  | Identité            | Étiquette | Qualité                    |
| ------------ | -------- | ------------------- | --------- | -------------------------- |
| mars 2001    | 2008     | Colette Taballet    |           |                            |
| 16 mars 2008 | 2020     | Jean Claude Deniset | DVD       | Retraité Fonction publique |
| 2020         | En cours | Hervé Gobet         |           |                            |

## Démographie
L'évolution du nombre d'habitants est connue à travers les recensements de la population effectués dans la commune depuis 1793. Pour les communes de moins de 10 000 habitants, une enquête de recensement portant sur toute la population est réalisée tous les cinq ans, les populations de référence des années intermédiaires étant quant à elles estimées par interpolation ou extrapolation. Pour la commune, le premier recensement exhaustif entrant dans le cadre du nouveau dispositif a été réalisé en 2004.

En 2022, la commune comptait 184 habitants, en évolution de −3,16 % par rapport à 2016 (Jura : −0,81 %, France hors Mayotte : +2,11 %).
| 1793 | 1800 | 1806 | 1821 | 1831 | 1836 | 1841 | 1846 | 1851 |
| ---- | ---- | ---- | ---- | ---- | ---- | ---- | ---- | ---- |
| 175  | 245  | 177  | 275  | 444  | 426  | 399  | 352  | 360  |

| 1856 | 1861 | 1866 | 1872 | 1876 | 1881 | 1886 | 1891 | 1896 |
| ---- | ---- | ---- | ---- | ---- | ---- | ---- | ---- | ---- |
| 338  | 352  | 386  | 404  | 403  | 466  | 492  | 379  | 331  |

| 1901 | 1906 | 1911 | 1921 | 1926 | 1931 | 1936 | 1946 | 1954 |
| ---- | ---- | ---- | ---- | ---- | ---- | ---- | ---- | ---- |
| 322  | 339  | 308  | 274  | 250  | 235  | 193  | 187  | 233  |

| 1962 | 1968 | 1975 | 1982 | 1990 | 1999 | 2004 | 2006 | 2009 |
| ---- | ---- | ---- | ---- | ---- | ---- | ---- | ---- | ---- |
| 243  | 243  | 232  | 226  | 234  | 221  | 212  | 215  | 197  |

| 2014 | 2019 | 2022 | - | - | - | - | - | - |
| ---- | ---- | ---- | - | - | - | - | - | - |
| 191  | 189  | 184  | - | - | - | - | - | - |

## Lieux et monuments
- Les Forges de Syam, ensemble de laminoirs dont les bâtiments datent des années 1820.
- Le château de Syam ou "la villa palladienne de Syam", grande demeure de maîtres de forges, construite entre 1826 et 1828 par l'architecte Champonnois l'Ainé, inspirée pour sa situation et son plan d'une des célèbres villas d'Andrea Palladio, "La Rotonda" (pour sa pièce centrale carrée dite en rotonde) ou Almerico-Capra (1566-1571) près de Vicence (cf. Pascale Thuillant, La saga du château de Syam dans "Art et Décoration" de mai 2013, p. 56 à 66, nombreuses ill.); elle constitue, avec son mobilier exceptionnellement conservé sur place, un ensemble architectural et décoratif néo-classique français unique de cette époque.
- La source intermittente;
- Les gorges de la Saine;
- Le Gros Chêne, âgé de plus de 500 ans, au lieu-dit "Naufferin";
- La ligne d'Andelot-en-Montagne à La Cluse (voie ferrée reliant Dole à Saint-Claude) desservait autrefois l'usine des Forges;
- Viaduc du chemin de fer au-dessus de la route reliant Syam à Champagnole (surplombe l'Ain de 52 mètres);
- Le Pont de La Scie.

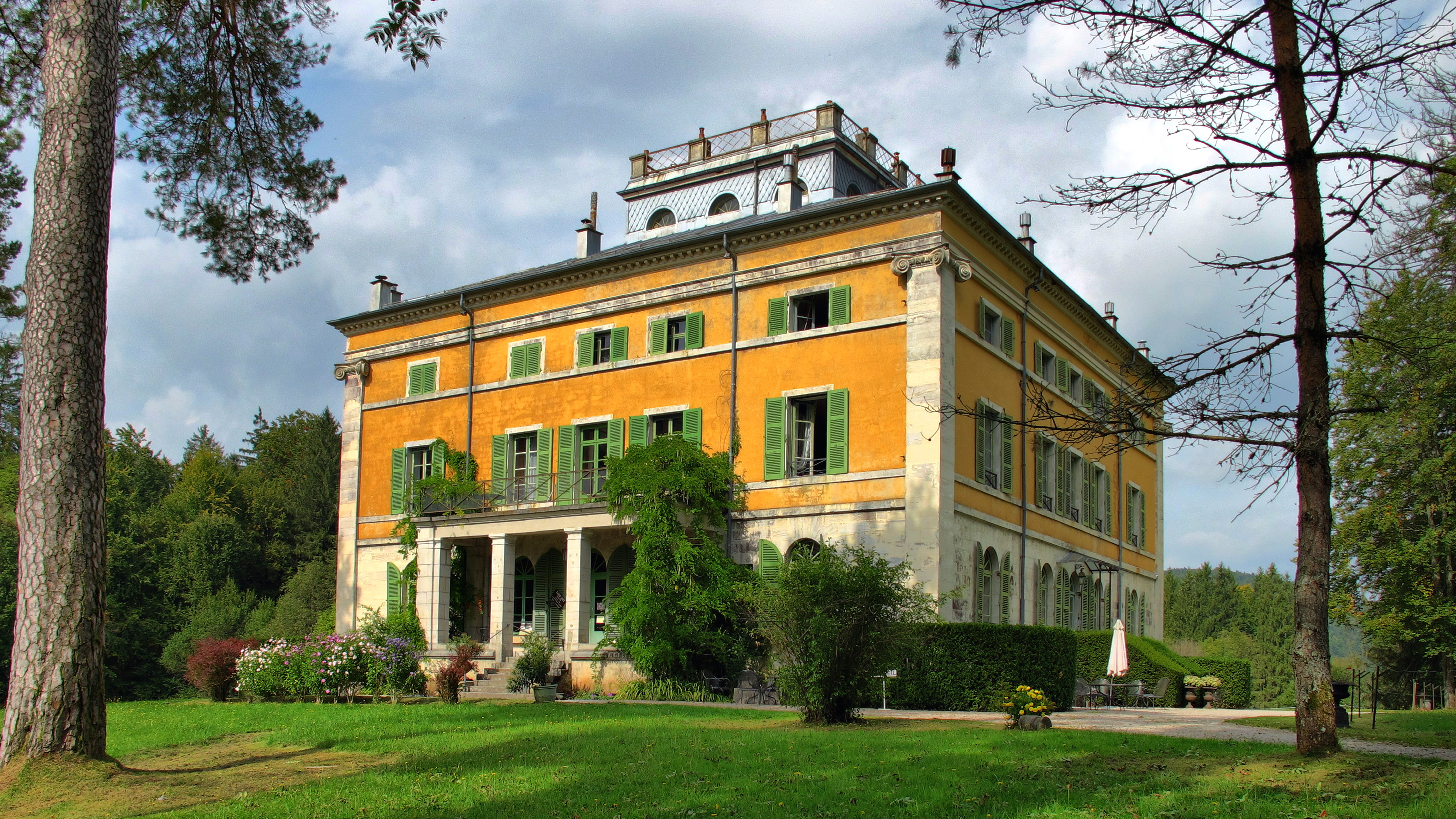
Château de Siam dit Villa paladienne.
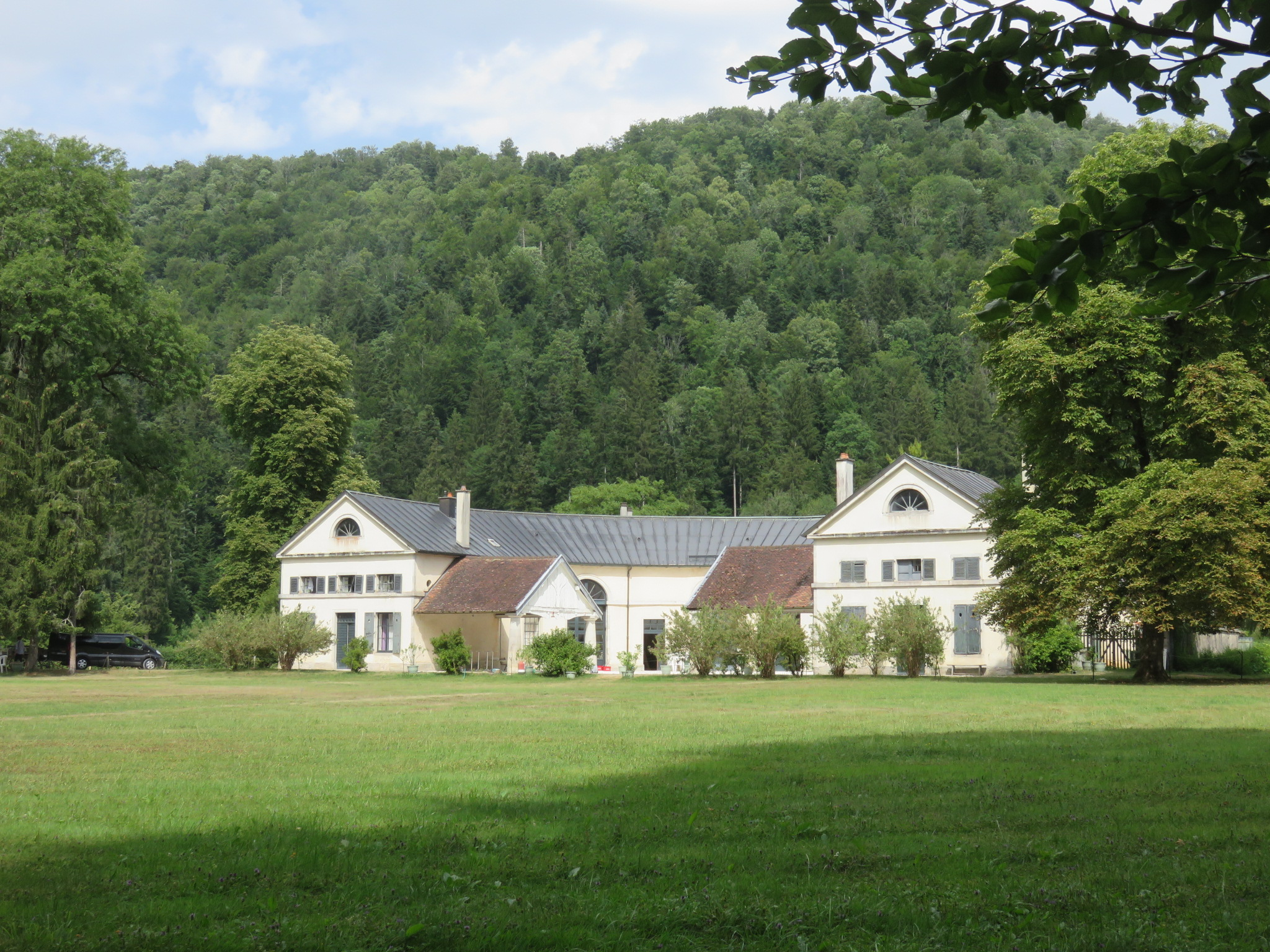
Écuries du château.
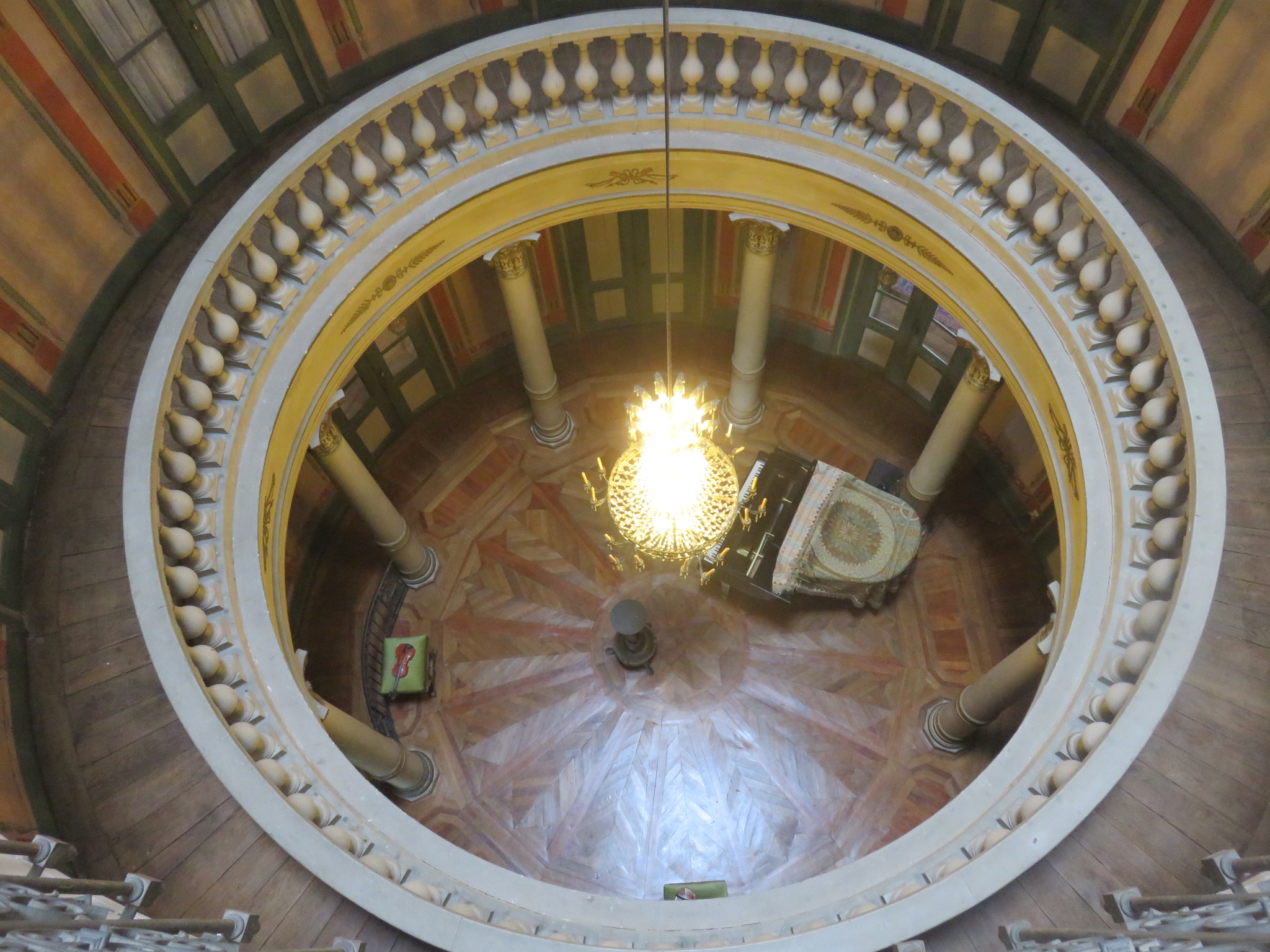
Intérieur du château.
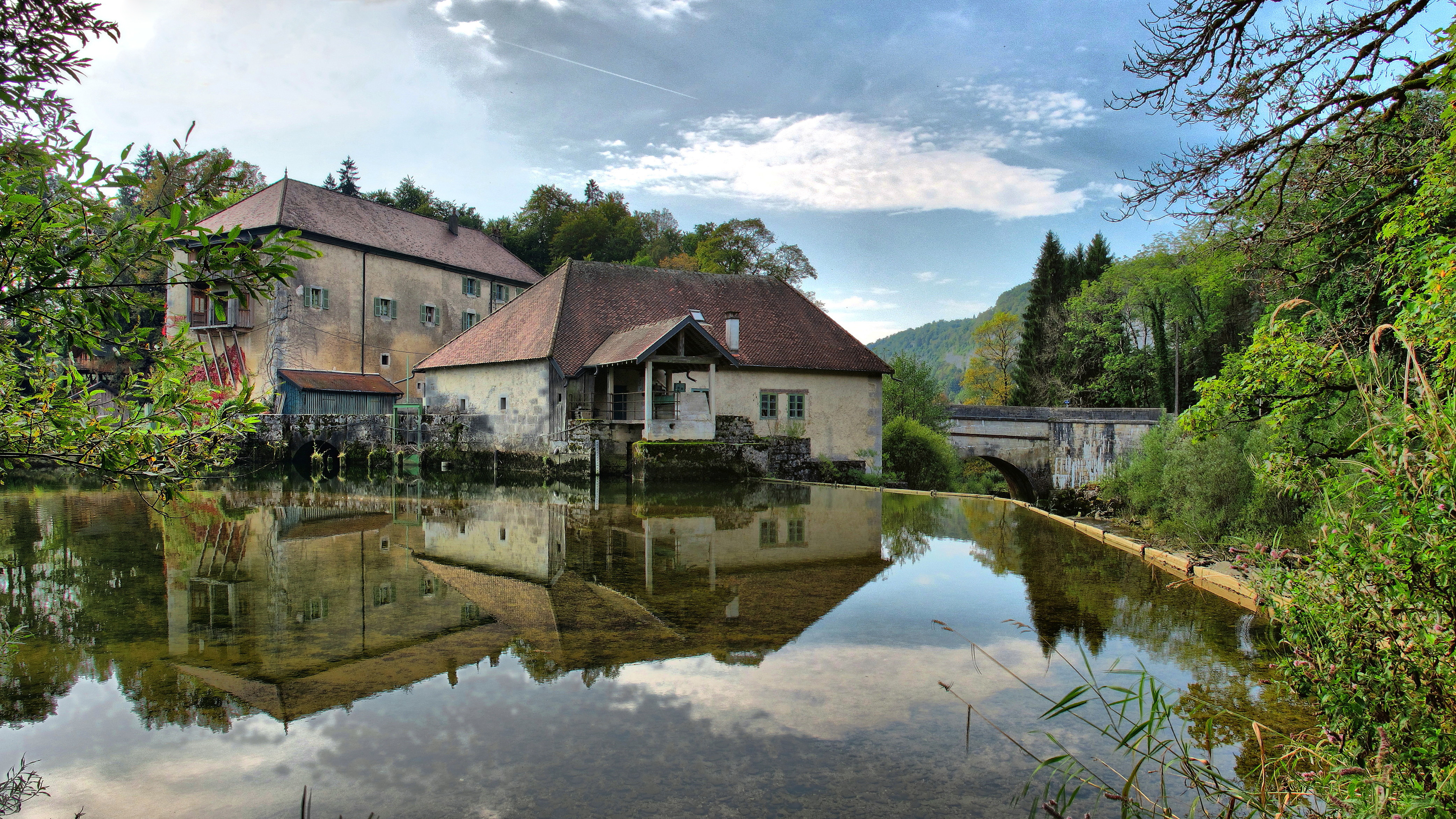
Moulin des Forges de Syam.
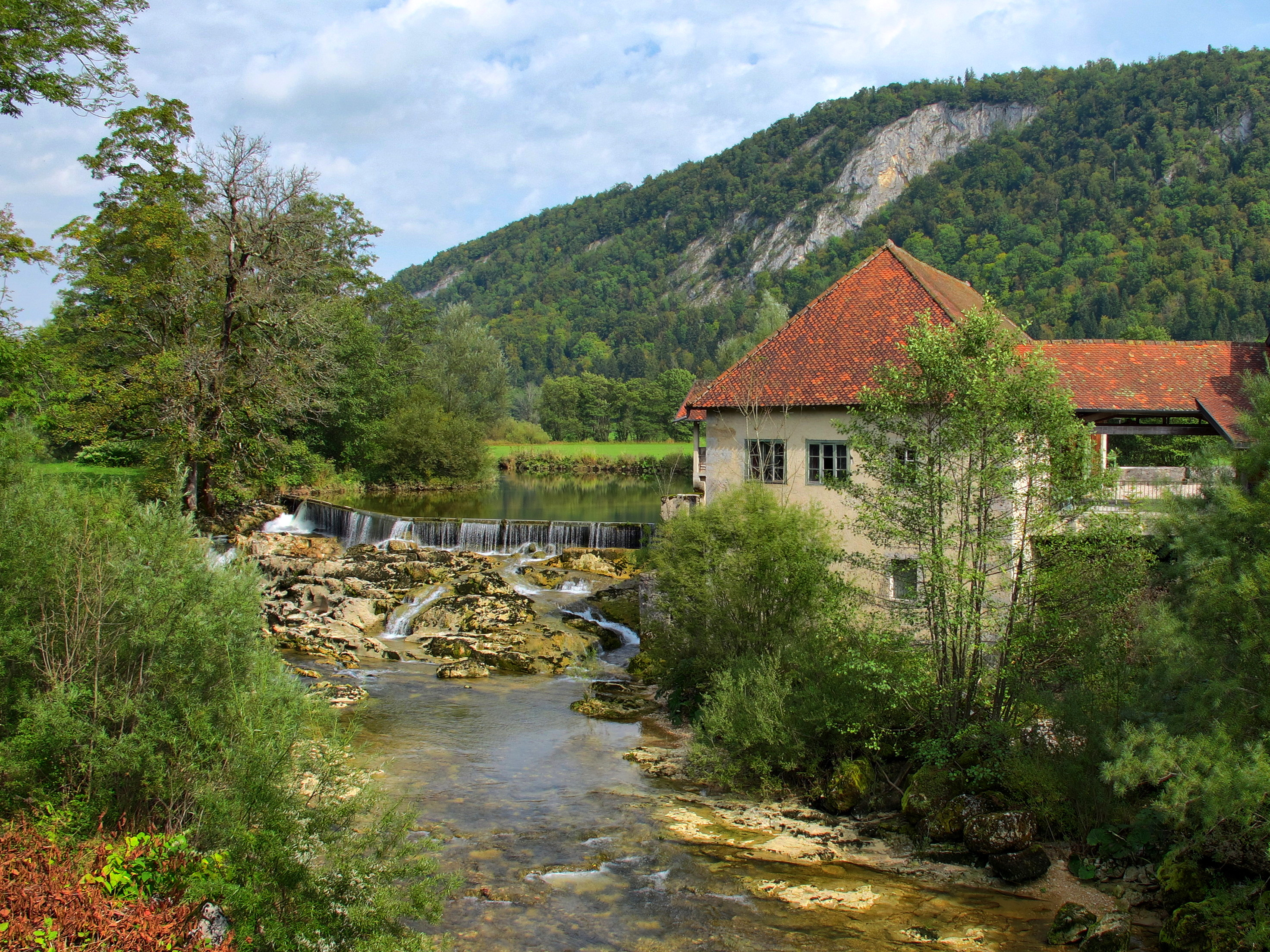
Moulin et son barrage.
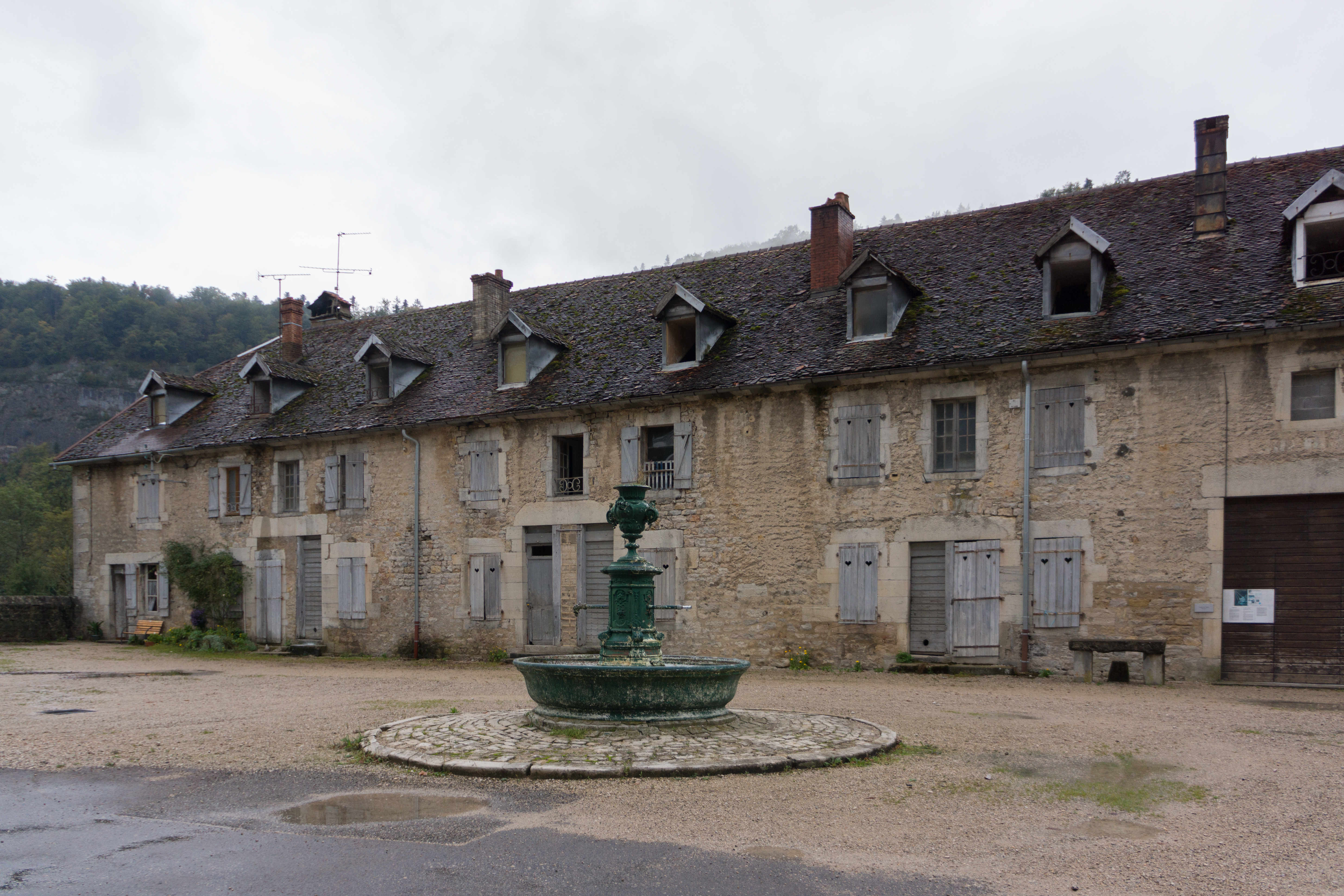
Bâtiment des forges.
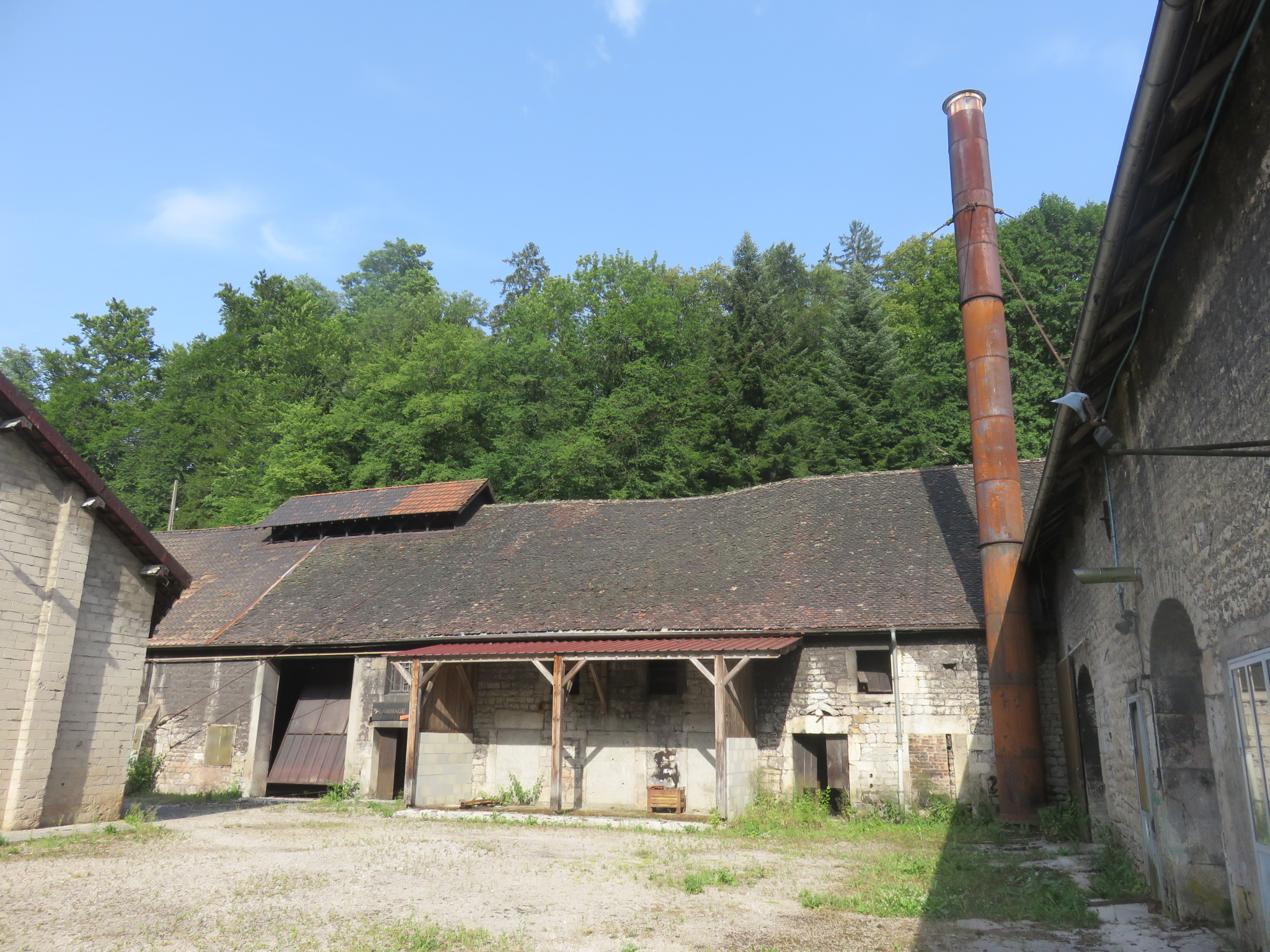
Bâtiment des forges.
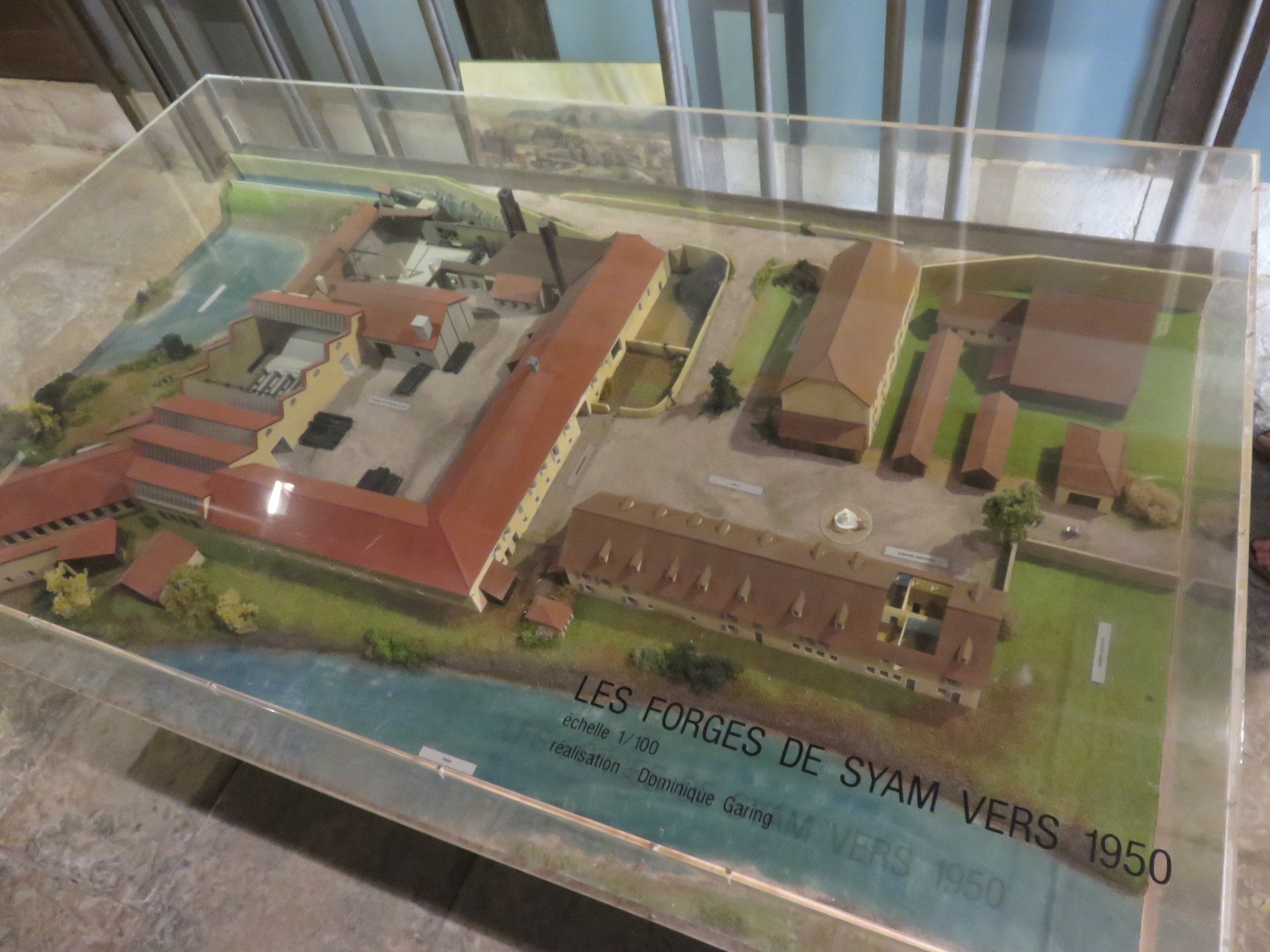
Maquette des forges.
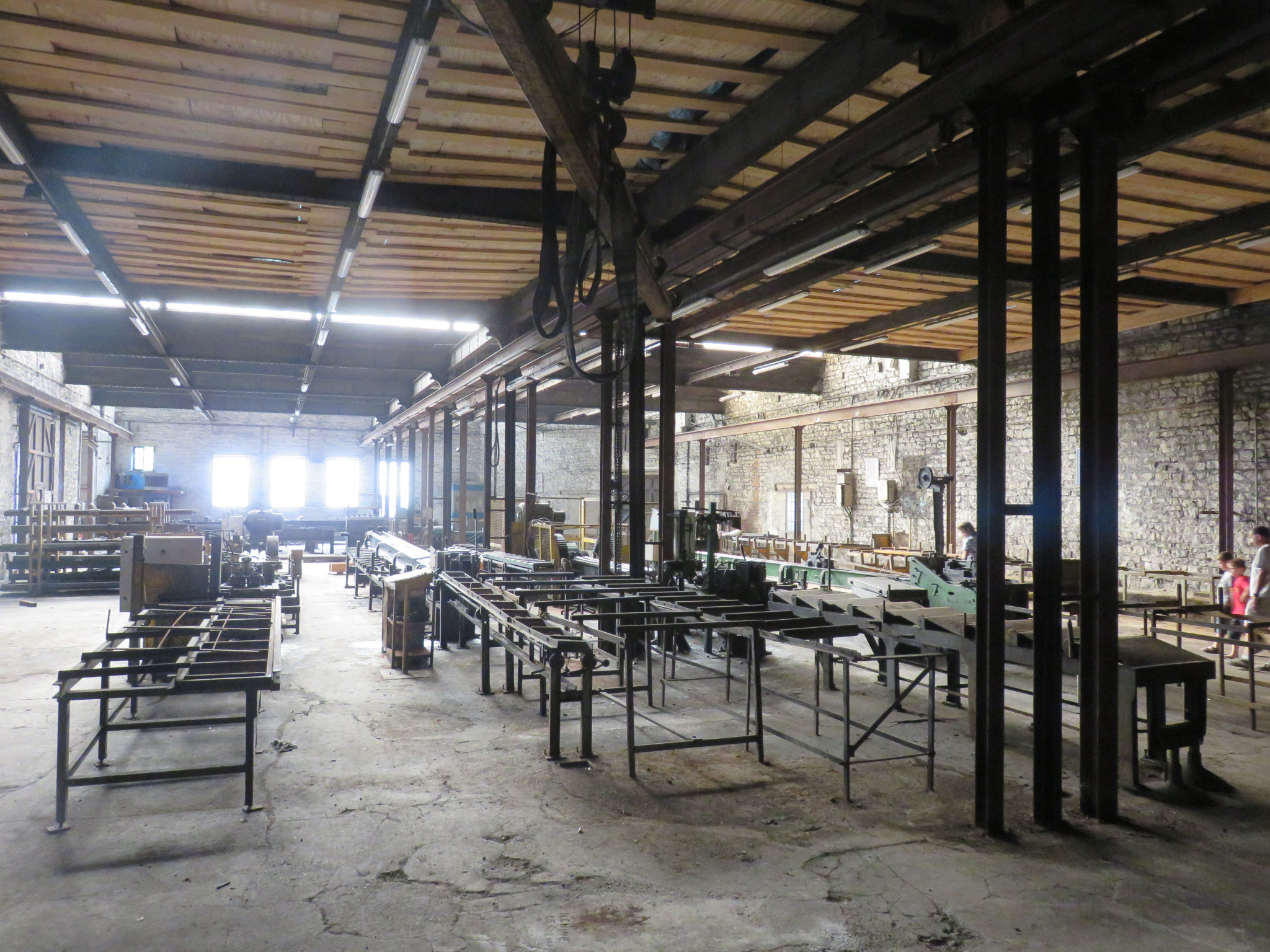
Atelier dans les forges.
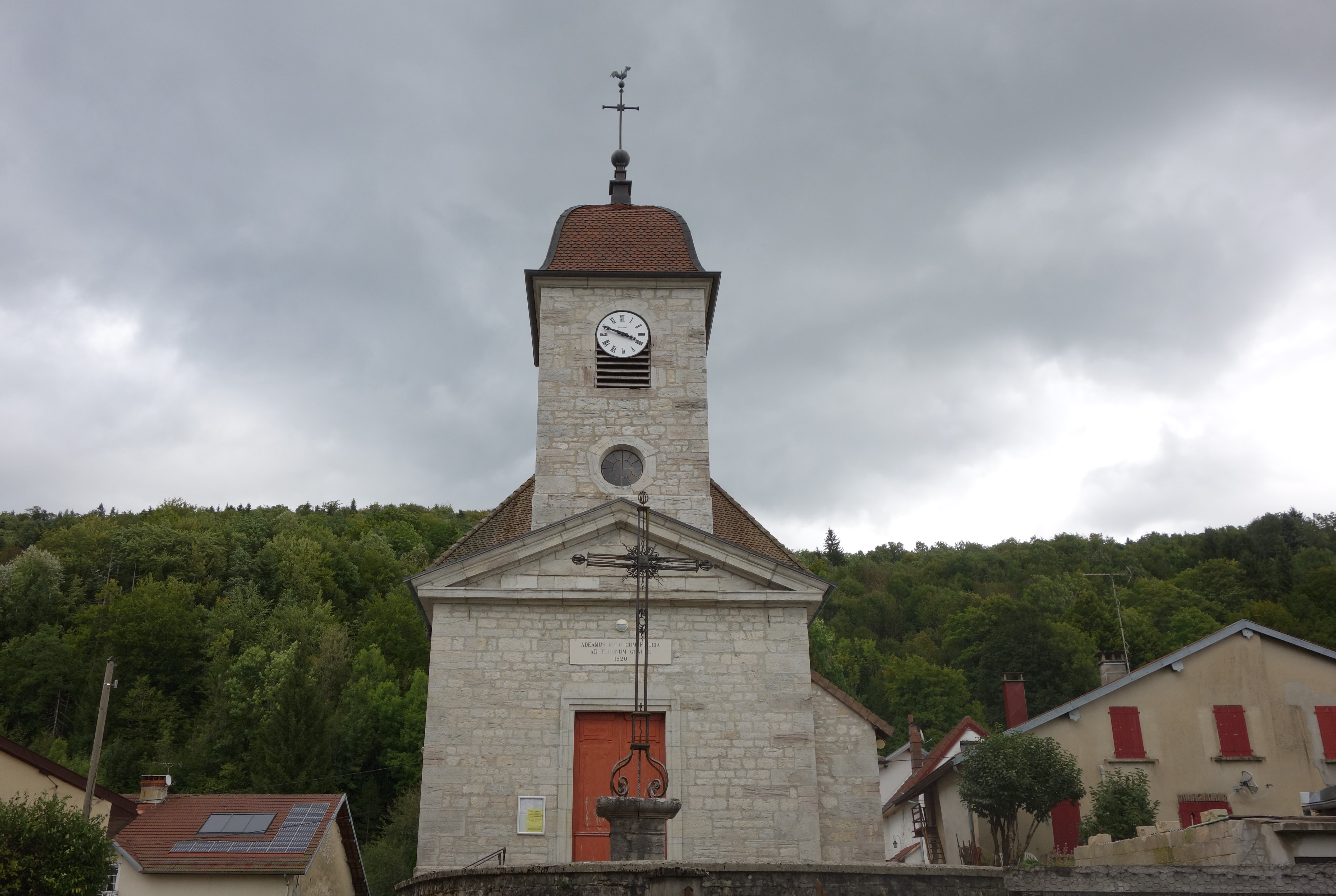
Église de Syam
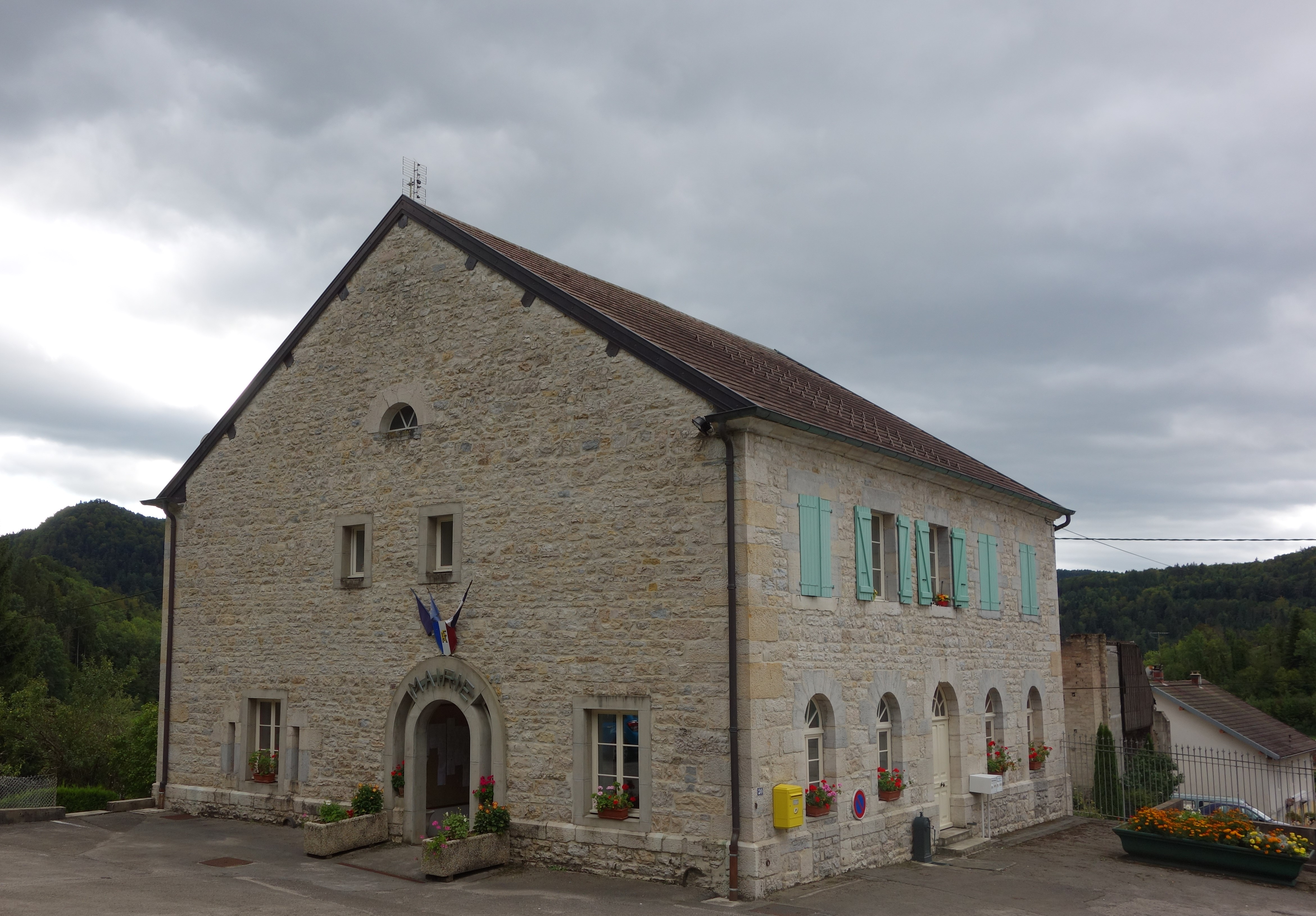
Mairie de Syam

## Personnalités liées à la commune
- Emmanuel Jobez, fils et successeur en 1825 de Claude Jobez, maîtres de forges et politiciens; à sa mort accidentelle en 1828, son fils Alphonse achèvera la construction de la villa néo-palladienne entreprise en 1825-26 par son père;
- Sadi Carnot, colonel d'infanterie, fils de Marie-François Sadi Carnot, époux de Marguerite Duchesne-Fournet (petite-fille d'Alphonse Jobez), qui vers 1910 modernisa la villa qu'elle fit restaurer (façades) et décorer par l'architecte parisien Louis Feine;
- Lucien Daloz (1930-2012), évêque de Langres puis archevêque de Besançon.